# Live in Chicago (1995)
Live in Chicago, Il. is het drieënveertigste in een reeks livealbums van de Britse groep King Crimson. De opnamen vonden plaats op 29 november 1995 in het Rosemont Theatre in Chicago. Het was het tweede optreden in de THRAK-tournee in die stad nadat al eerder het Bismark Theatre was aangedaan. Het was tevens 100e en laatste in de reeks. Het album verscheen in de genoemde reeks, maar week af. Normaliter ging een dergelijk album vergezeld van dagboekfragmenten van de leden, dit album kreeg commentaren van fans mee. De optredens werden gegeven in de opstelling van een dubbeltrio. Er werd naast nieuwe muziek ook muziek gespeeld van het trio albums uit de jaren tachtig met de introductie van de minimal music in de rock. Het relatief oudste nummer was Red, afkomstig van het gelijknamige album uit 1974. 

## Musici
- Adrian Belew – gitaar, zang
- Robert Fripp – gitaar, soundscapes
- Trey Gunn – touch-gitaar
- Tony Levin – basgitaar, Chapman Stick
- Pat Mastelotto, Bill Bruford – drumstel, elektronisch slagwerk, percussie

## Muziek
| Nr. | Titel                         | Duur |
| --- | ----------------------------- | ---- |
| 1.  | Conundrum                     | 1:47 |
| 2.  | Thela hun ginjet              | 6:42 |
| 3.  | Red                           | 6:56 |
| 4.  | Frame by frame                | 5:09 |
| 5.  | Dinosaur                      | 7:08 |
| 6.  | One time                      | 5:55 |
| 7.  | VROOOM VROOOM                 | 4:55 |
| 8.  | B’Boom                        | 6:36 |
| 9.  | THRAK                         | 6:35 |
| 10. | Neurotica                     | 4:39 |
| 11. | Three of a perfect pair       | 4:32 |
| 12. | Sex, sleep, eat, drink, dream | 4:48 |

| Nr. | Titel                            | Duur |
| --- | -------------------------------- | ---- |
| 1.  | Improv: two sticks               | 1:59 |
| 2.  | Elephant talk                    | 4:11 |
| 3.  | Indiscipline                     | 9:22 |
| 4.  | Walking on air                   | 5:02 |
| 5.  | Lark’s tongues in Aspic, part II | 7:10 |
| 6.  | Prism                            | 4:15 |
| 7.  | Free as a bird                   | 3:04 |
| 8.  | VROOOM                           | 3:51 |
| 9.  | Coda: Marine 475                 | 2:52 |

Jaren 60: mei, juni 1969; Marquee Londen · 5 juli 1969; Hyde Park Londen · 21/22 november 1969; San Francisco
Jaren 70: 11 mei 1971; Plymouth · 10 augustus 1971; Marquee Londen · 16 oktober 1971; Brighton · 13 december 1971; Detroit · 26 februari 1972: Jacksonville · 27 februari 1972;Orlando · 12 maart 1972; Denver radio · 13 maart 1972; Denver live · 27 maart 1972; Boston · 13 oktober 1972; Frankfurt am Main · 17 oktober 1972; Bremen · 13 november 1972; Guildford · 15 november 1973; Zürich · 29 maart 1974; Heidelberg · 30 maart 1974; Mainz · 1 april 1974: Kassel · 24 juni 1974, Toronto· 1 juli 1974, New York
Jaren 80: 30 april 1981; Bath · 30 juli 1982; Philadelphia · 2 augustus 1982; New York · 13 augustus 1982; Berkeley · 25 augustus 1982; Cap D’Agde · 29 september 1982; München · 17-30 januari 1983; studiowerk · mei-november 1983
Jaren 90: VROOOM sessies;april/mei 1994; studio · 1 juli 1995; Wiltern · 20-25 november 1995; Broadway · 29 november 1995; Chicago · 26 augustus 1996; 2e maal Philadelphia · mei 1997; Nashville studio · 1-4 december 1997 (P1) · 4 juni 1998; Chicago (P2) · 1 juli 1998; Northampton (P2) · 1 november 1998; San Francisco (P4) · 25 maart 1999; Austin (P3)
Jaren vanaf 2000: 11 juni 2000; Warschau · 9/10 november 2001; Nashville live · 3 maart 2003: Alexandria (P3) · april 2003 · najaar 2003; Japan · 20 juni 2003; Milaan · 16 november 2003; New Haven ·  28 juni 2017; Chicago